# Горан Милович
Горан Милович (хорв. Goran Milović, нар. 29 січня 1989, Спліт) — хорватський футболіст, захисник угорського клубу «Діошдьйор».

## Ігрова кар'єра
У дорослому футболі дебютував 2008 року виступами за команду клубу «Спліт», в якій провів чотири сезони, взявши участь у 80 матчах чемпіонату. 
Своєю грою за цю команду привернув увагу представників тренерського штабу клубу «Хайдук» (Спліт), до складу якого приєднався 2012 року. Відіграв за сплітської команди наступні чотири сезони своєї ігрової кар'єри. Більшість часу, проведеного у складі «Хайдука», був основним гравцем захисту команди.
Згодом з 2016 по 2021 рік грав у складі команд «Чунцін Ліфань», «Осієк», «Остенде» та «Олімпія» (Любляна).
До складу клубу «Діошдьйор» приєднався взимку 2021 року.

## Виступи за збірну
В жовтні 2015 року відіграв один матч у складі національної збірної Хорватії.

## Статистика виступів

### Статистика клубних виступів
| Сезон              | Команда            | Чемпіонат          | Чемпіонат | Чемпіонат | Національний кубок | Національний кубок | Національний кубок | Континентальні кубки | Континентальні кубки | Континентальні кубки | Інші змагання | Інші змагання | Інші змагання | Усього | Усього |
| Сезон              | Команда            | Ліга               | Ігор      | Голів     | Ліга               | Ігор               | Голів              | Ліга                 | Ігор                 | Голів                | Ліга          | Ігор          | Голів         | Ігор   | Голів  |
| ------------------ | ------------------ | ------------------ | --------- | --------- | ------------------ | ------------------ | ------------------ | -------------------- | -------------------- | -------------------- | ------------- | ------------- | ------------- | ------ | ------ |
| 2008–09            | «Спліт»            | 3.ХНЛ              | 32        | 4         | -                  | -                  | -                  | -                    | -                    | -                    | -             | -             | -             | 32     | 4      |
| 2009–10            | «Спліт»            | 2.ХНЛ              | 24        | 3         | КЧ                 | 0                  | 0                  | -                    | -                    | -                    | -             | -             | -             | 24     | 3      |
| 2010–11            | «Спліт»            | 1.ХНЛ              | 20        | 1         | КЧ                 | 0                  | 0                  | -                    | -                    | -                    | -             | -             | -             | 20     | 1      |
| 2011-січ. 2012     | «Спліт»            | 1.ХНЛ              | 4         | 0         | КЧ                 | 0                  | 0                  | ЛЄ                   | 3                    | 1                    | -             | -             | -             | 7      | 1      |
| Усього за «Спліт»  | Усього за «Спліт»  | Усього за «Спліт»  | 80        | 8         |                    | -                  | -                  |                      | 3                    | 1                    |               | -             | -             | 83     | 9      |
| січ.-черв. 2012    | «Хайдук»           | 1.ХНЛ              | 10        | 0         | КЧ                 | 0                  | 0                  | ЛЄ                   | 0                    | 0                    | -             | -             | -             | 10     | 0      |
| 2012–13            | «Хайдук»           | 1.ХНЛ              | 23        | 0         | КЧ                 | 6                  | 1                  | ЛЄ                   | 3                    | 0                    | -             | -             | -             | 32     | 1      |
| 2013–14            | «Хайдук»           | 1.ХНЛ              | 34        | 2         | КЧ                 | 3                  | 0                  | ЛЄ                   | 3                    | 0                    | СХ            | 1             | 0             | 41     | 2      |
| 2014–15            | «Хайдук»           | 1.ХНЛ              | 28        | 1         | КЧ                 | 6                  | 0                  | ЛЄ                   | 5                    | 0                    | -             | -             | -             | 39     | 1      |
| 2015–16            | «Хайдук»           | 1.ХНЛ              | 20        | 1         | КЧ                 | 1                  | 0                  | ЛЄ                   | 8                    | 1                    | -             | -             | -             | 29     | 2      |
| Усього за «Хайдук» | Усього за «Хайдук» | Усього за «Хайдук» | 115       | 4         |                    | 16                 | 1                  |                      | 19                   | 1                    |               | 1             | 0             | 151    | 6      |
| 2016               | «Чунцін Ліфань»    | КСЛ                | 21        | 0         | КК                 | 0                  | 0                  | -                    | -                    | -                    | -             | -             | -             | 21     | 0      |
| 2017               | «Чунцін Ліфань»    | КСЛ                | 13        | 1         | КК                 | 0                  | 0                  | -                    | -                    | -                    | -             | -             | -             | 13     | 1      |
| Усього за кар'єру  | Усього за кар'єру  | Усього за кар'єру  | 196       | 12        |                    | 16                 | 1                  |                      | 22                   | 2                    |               | 1             | 0             | 235    | 15     |

## Титули і досягнення
- Володар Кубка Хорватії (1):

«Хайдук» (Спліт): 2012–13